# République serbe de Bosnie
Pour les articles homonymes, voir Bosnie.
République serbe
Ne pas confondre avec la république de Serbie, État souverain d'Europe du Sud.
Pour les articles homonymes, voir Srpska.
 (octobre 2023).
Si vous disposez d'ouvrages ou d'articles de référence ou si vous connaissez des sites web de qualité traitant du thème abordé ici, merci de compléter l'article en donnant les références utiles à sa vérifiabilité et en les liant à la section « Notes et références ».
La République serbe (Republika Srpska en serbe latin, en serbe cyrillique Република Српска), souvent appelée en français république serbe de Bosnie, parfois abrégé en RS (en cyrillique РС), est, avec la fédération de Bosnie-et-Herzégovine et le district de Brčko, l'une des trois entités à caractère régional qui composent la Bosnie-Herzégovine.
Sa capitale de facto est Banja Luka mais Sarajevo de jure ; cette dernière est également capitale de l'État de Bosnie-Herzégovine.
Sa création en 1992 et son autonomie de facto par rapport à la Bosnie-Herzégovine s'inscrivent parmi les enjeux des guerres de Yougoslavie. À l'issue des accords de Dayton, signés à Paris en décembre 1995, elle prend son nom officiel et est intégrée à l'État indépendant de Bosnie-Herzégovine.
En français, le nom « république serbe de Bosnie » est souvent utilisé, au lieu de « Republika Srpska », pour éviter la confusion inévitable avec la république de Serbie voisine, dont la capitale est Belgrade.

## Toponymie
Le nom Republika Srpska pourrait être traduit en français par « République serbe » mais en raison de la confusion possible avec la république de Serbie (Republika Srbija / Република Србија), le terme « Republika Srpska » est souvent utilisé non traduit. Le « r » de Srbija et de Srpska est une voyelle en serbe : ces termes sont à prononcer « Serbiya » et « Serpska » quand ils sont utilisés en français. L'orthographe du serbe est particulièrement phonétique et va jusqu'à noter l'assourdissement d'un « b » devant une autre consonne sourde (en l'occurrence le « s » du suffixe adjectival « -ski » — « -ska » au féminin).
Le nom « république serbe de Bosnie » est souvent utilisé aussi en français.
Le gouvernement de la république serbe de Bosnie utilise le terme Republic of Srpska dans les traductions officielles en anglais. On trouve aussi Srpska pour désigner le territoire de cette entité « République serbe » ; on note qu'en serbe « République française » se dit Republika Francuska et que la France porte le nom de Francuska. On rencontre aussi en français la forme « République srpska ».

## Histoire

### Origines
Les Slaves de Bosnie-Herzégovine commencent à s'installer dans la région au milieu du VIIe siècle sous l'impulsion de l'empereur byzantin Héraclius qui désire consolider la frontière nord de son empire. Après des siècles de guerres et de partages entre différents royaumes et empires, le royaume des Serbes, Croates et Slovènes (la future Yougoslavie) est créé le 1er décembre 1918 à l'issue de la Première Guerre mondiale.
Lors du premier recensement de la population de la Bosnie-Herzégovine en 1948, les Serbes sont 1 136 116 et représentent 44,3 % de la population. Malgré la hausse de leur population, ils diminuent en proportion au cours de cette seconde moitié du XXe siècle : ils sont 1 369 258, soit 31,4 % de la population en 1991, répartis sur un peu plus de la moitié du territoire (environ 51 %).
C'est le processus d'indépendance de la Bosnie-Herzégovine qui est à l'origine de la création d'une république serbe séparée dans cette république ex-yougoslave, qui ne comportait pas de régions autonomes à l'origine (telles la Voïvodine ou le Kosovo en Serbie).

### Création
Le 21 décembre 1990, après les premières élections multipartites en Croatie et la défaite des communistes, une partie des Serbes de Croatie souhaite rester rattachés à la Yougoslavie si la Croatie fait sécession. En Krajina, ils déclarent la création de ce qui allait devenir la république serbe de Krajina (ou RSK) qui fait sécession le 1er avril 1991. Le 25 juin 1991, la Croatie déclare son indépendance, que la Yougoslavie ne reconnaît pas, ce qui déclenche une guerre qui durera jusqu'en août 1995. Cette république serbe de Krajina jouera un rôle important dans l'histoire de la république serbe de Bosnie.
Dans ce contexte, alors que les Serbes de Bosnie-Herzégovine souhaitent, eux aussi, rester yougoslaves, tandis que Musulmans et Croates réclament à leur tour l'indépendance, la Communauté européenne propose le plan Carrington-Cutileiro pour éviter une partition ethnique de la Bosnie-Herzégovine : ce plan de partage est basé sur une forte décentralisation au profit des communes qui seraient classées comme peuplées de Serbes, Croates ou Bosniaques même si une prédominance ethnique n'était pas évidente. D'abord accepté par les trois communautés, le plan est finalement rejeté par les Bosniaques, par la voix d'Alija Izetbegović qui décida de ne pas accepter la division ethnique du pays et retira son consentement.
Une « Assemblée serbe de Bosnie » représentant les Serbes de Bosnie-Herzégovine est créée le 24 octobre 1991 et déclare son opposition à l'indépendance de la Bosnie-Herzégovine, voulue par les Bosniaques musulmans et croates. Le principal parti politique serbe (Parti démocratique serbe / Srpska Demokratska Stranka, SDS) dirigé par le nationaliste Radovan Karadžić proclame la création des « Provinces autonomes serbes » et d'une assemblée pour les représenter.
En novembre 1991, par référendum, les Serbes se déclarent largement en faveur d'un maintien dans la Bosnie-Herzégovine sous la forme d'un état commun, mais membre de la Yougoslavie.
Le 9 janvier 1992, l'Assemblée serbe de Bosnie déclare la création de la « république des Serbes de Bosnie-et-Herzégovine » (Република српског народа Босне и Херцеговина / Republika srpskog naroda Bosne i Hercegovine) et le 28 février, elle adopte sa constitution en déclarant que son territoire regroupe les régions autonomes, les communes et les autres entités serbes. Mais renonçant à former un état commun avec les musulmans et les croates, Radovan Karadžić déclare que la « république des Serbes de Bosnie-et-Herzégovine » restera une partie de l'État fédéral yougoslave. Radovan Karadžić devient son premier président et Pale (ville située au sud-est de Sarajevo en zone serbe) la capitale officielle. Elle adopte un drapeau, des armoiries, un hymne, une monnaie (le dinar de Republika Srpska), un service postal (dont les timbres), etc.
Le 9 janvier est une journée fériée en célébration de la « fête de la République ».
Cette création d'une entité serbe et les référendums qui s'y sont tenus ont été déclarés illégaux et inconstitutionnels par le gouvernement de Bosnie-Herzégovine.
Du 29 février au 2 mars 1992 se tient un référendum sur la question de l'indépendance de la Bosnie-Herzégovine. Les Serbes de Bosnie-Herzégovine (31,4 % de la population) boycottent ce vote. 64 % des électeurs votent et approuvent à 98 % l'indépendance. Le référendum de Bosnie-Herzégovine n'est pas reconnu par la Cour constitutionnelle fédérale yougoslave ni par le gouvernement de la république des Serbes de Bosnie-et-Herzégovine. Une guerre civile éclate alors en Bosnie-Herzégovine : c'est la guerre d'indépendance de la Bosnie-Herzégovine.
À la suite de la déclaration d'indépendance de la Bosnie-Herzégovine le 5 avril 1992, les partisans d'une union entre la république serbe de Bosnie et la république serbe de Krajina tentent un rapprochement entre les deux entités mais la création d'une république commune au sein de la Yougoslavie ou intégrée à la Serbie n'a jamais été réalisée.

### Guerre de sécession avec la Bosnie-Herzégovine
Au déclenchement de la guerre, trois entités sont présentes en Bosnie-Herzégovine : la république des Serbes et de Bosnie-et-Herzégovine, le gouvernement bosnien et l'Herceg-Bosna ainsi que la Forpronu (38 000 casques bleus) qui siège au sud-est de Sarajevo. Le rôle de cette force de l'ONU se limitera à assurer le fonctionnement de l'aéroport de Sarajevo, l'acheminement de l'aide humanitaire, protéger les civils et faire respecter les zones interdites de survol aérien militaire.
Le 12 mai 1992, au cours d'une session de l'Assemblée des Serbes de Bosnie, Radovan Karadžić énonce six priorités pour la république serbe de Bosnie :
- établir une frontière entre la république serbe de Bosnie et le reste de la Bosnie-Herzégovine ;
- établir une connexion terrestre entre les parties est et nord de la république serbe de Bosnie ;
- conquérir la vallée de la Drina afin d'assurer une communication terrestre avec les Serbes d'Herzégovine ;
- repousser les frontières de la république serbe de Bosnie jusqu'aux rivières Una et Neretva ;
- partager la capitale Sarajevo en deux zones afin d'y établir le gouvernement de la république serbe de Bosnie à Pale, municipalité de la ville d'Istočno Sarajevo ;
- obtenir un accès à la mer au moyen de la conquête de l'extrême sud de la côte dalmate et de la ville croate de Dubrovnik.

Lors de la même session, l'Assemblée vote en faveur de la création de l'Armée de la république serbe de Bosnie (Војска Републике Српске / Vojska Republike Srpske) ou VRS et désigne Ratko Mladić, alors commandant de la deuxième zone militaire de l'Armée populaire yougoslave (ou JNA), comme commandant en chef de la VRS. Cette armée est mise à disposition de l'Assemblée des Serbe de Bosnie pour la réalisation des six objectifs prioritaires, objectifs réaffirmés par Mladić le 19 novembre 1992.
La JNA n'intervient dans le conflit que jusqu'à fin mai 1992 mais servit ensuite de base arrière pour la VSR en la créant à partir de certains de ses soldats serbes de la deuxième zone militaire de Yougoslavie, en la ravitaillant en armes, en lui offrant la possibilité de replis terrestre, aérien, etc.
Dans les premiers mois du conflit, les Serbes sont de loin les plus en avance militairement et le conflit tourne au désavantage des Croates et des Bosniaques. La VRS occupera 70 % de la Bosnie-Herzégovine jusqu'en 1995 et la signature des accords de Dayton. Les Serbes se battent d'abord contre les Bosniaques et contre les Croates de Bosnie-Herzégovine jusqu'en janvier 1994, date à laquelle les Croates s'unissent à la fédération de Bosnie-et-Herzégovine.
Le 12 août 1992, la référence à la Bosnie-Herzégovine est abandonnée et la république des Serbes de Bosnie-et-Herzégovine devient la Republika Srpska.
En janvier 1993, un nouveau plan de règlement du conflit est proposé par l'ONU et la Communauté européenne. Le plan Vance-Owen prévoit la création de dix régions semi-autonomes. Mais il n'est pas accepté par l'assemblée nationale de l’autoproclamée Republika Srpska , il était déjà inadapté lors de sa proposition, les mouvements de réfugiés et les nettoyages ethniques ayant changé les proportions ethniques dans la population.
En juillet 1993, un nouveau plan, le plan Owen-Stoltenberg, propose le partage de la Bosnie-Herzégovine en trois entités, les Serbes recevant 52 % du territoire, les Bosniaques 30 % et les Croates 18 %. Mais le plan est rejeté par les Bosniaques à la fin août.
Dans la république serbe de Bosnie et les territoires conquis, les Serbes détruisent une grande partie de l'héritage culturel ou religieux non serbe afin d'effacer toute présence croate ou bosniaque (789 mosquées sont détruites, la bibliothèque nationale de Sarajevo est endommagée par un incendie durant le siège, des églises catholiques sont détruites, etc). Les minorités ethniques présentes en république serbe de Bosnie sont persécutées, chassées de chez elles, leurs biens pillés. Jusqu'en 1994, c'est environ 500 000 personnes qui fuiront la république serbe de Bosnie, principalement vers la Croatie et le reste de la Bosnie-Herzégovine. Les Serbes ont alors constitué jusqu'à 96,8 % de la population de la république serbe de Bosnie.
Selon le Tribunal pénal international pour l'ex-Yougoslavie ou TPIY, des Serbes se rendront coupables de crimes de guerre et de crimes contre l'humanité au cours de cette guerre pour avoir organisé un nettoyage ethnique en chassant et en assassinant des non-Serbes et en ayant organisé et mis en place des massacres et des camps de détention (Omarska, Manjača, Keraterm, Trnopolje). Les deux faits les plus marquants de cette nature sont le massacre de Srebrenica en juillet 1995 dans lequel environ 8 000 hommes et jeunes garçons sont exécutés et le siège de Sarajevo entre le 5 avril 1992 et le 29 février 1996 dans lequel environ 12 000 civils trouvent la mort. D'autres enclaves bosniaques connaissent un sort similaire : Banja Luka, Žepa, Goražde, etc.
En juillet 1995, le génocide de Srebrenica démontre l'incapacité de la Forpronu à gérer les conséquences du conflit. L'OTAN décide alors d'intervenir militairement, principalement par des bombardements et du soutien à l'armée de Bosnie-Herzégovine.
Dans l'Ouest de la Bosnie-Herzégovine, la présence de la république serbe de Krajina située de l'autre côté de la frontière croate permet aux Serbes de disposer de bases de repli de part et d'autre de la frontière. La base aérienne d'Udbina permet notamment aux Serbes de bombarder la Bosnie-Herzégovine à partir de la RSK.
En août 1995, l'armée croate lance une offensive sur son territoire (l'opération Tempête) pour détruire avec succès la république serbe de Krajina. Environ 220 000 civils et 30 000 militaires et paramilitaires Serbes quittent alors la RSK pour la république serbe de Bosnie et la Serbie.
Les Serbes de la république serbe de Bosnie, privés de leur soutien par la disparition de la république serbe de Krajina, affaiblis par l'arrivée de réfugiés Serbes et disposant d'une nouvelle armée ennemie à combattre (les forces de l'OTAN) se retrouvent en position de faiblesse et reculent sur leurs positions, notamment dans l'Ouest de la Bosnie-Herzégovine.
Le 14 décembre 1995, les accords de Dayton signés à Paris par le Croate Franjo Tuđman, le Serbe Slobodan Milošević (représentant la république serbe de Bosnie) et le Bosniaque Alija Izetbegović mettent fin à la guerre et assurent à la république serbe de Bosnie une reconnaissance territoriale et politique.
Le bilan de la guerre, selon le TPIY, est 102 622 morts (dont 55 261 civils) répartis entre les Croates et les Bosniaques (environ 72 000 morts dont 38 000 civils) et les Serbes.

### L'après-guerre et la volonté d'autodétermination

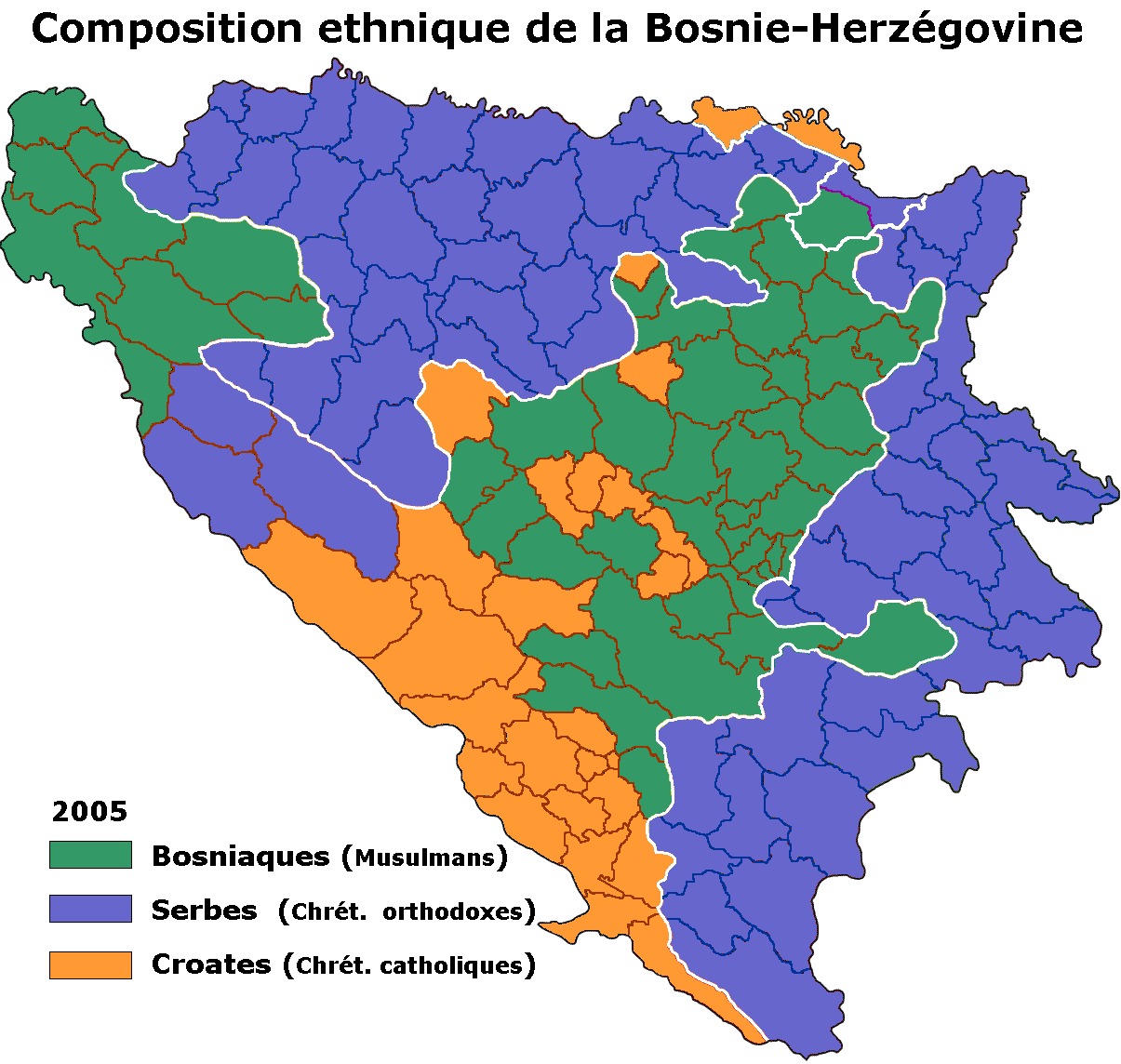
Répartition entre Serbes, Croates et Bosniaques par municipalités de Bosnie-Herzégovine en 2005 :
Bosniaques
Croates
Serbes

Au lendemain de la guerre, nombre de chefs de guerre et de dirigeants de la république serbe de Bosnie sont inculpés par le TPIY pour crime de guerre et/ou crime contre l'humanité. Certains sont arrêtés, d'autres se cachent ou partent en exil.
Bien que la république serbe de Bosnie existe dans les faits, elle n'est pas pour autant reconnue comme un état indépendant ni parfois même comme légale. Ainsi, seule la Bosnie-Herzégovine est habilitée à représenter l'ensemble du territoire bosnien aux yeux des organismes internationaux et des différents états. Pour les Bosniaques et les Croates de Bosnie-Herzégovine, la république serbe de Bosnie reste un territoire de la Bosnie-Herzégovine occupé par les Serbes, alors que pour ces derniers, elle est le seul moyen de survie sur le sol bosnien en tant que peuple serbe et non simple citoyen de Bosnie-Herzégovine. Le terme Republika (république) est trompeur car il prête à penser que la république serbe de Bosnie a le statut de pays à part entière, ce qui n'est absolument pas le cas à la manière des républiques russes qui constituent des entités fédérées.
Avec le tracé de la frontière interne à la Bosnie-Herzégovine, Banja Luka accueille le gouvernement devenant la capitale de facto de la république serbe de Bosnie. Certaines modifications dans la constitution, les lois ou les usages sont effectués pour affirmer le caractère multi-ethnique de la république serbe de Bosnie : les Bosniaques et les Croates sont reconnus comme ethnies constituantes en 2001, le bosnien et le croate sont reconnus langues officielles au côté du serbe, certaines villes ou villages dont le nom avait été changé durant la guerre reprennent leur nom d'origine…
Certains habitants non serbes peuvent rentrer chez eux sur le territoire de la république serbe de Bosnie (faisant monter la proportion de non-Serbes dans la population à 10 %) mais la majorité restent en Croatie ou dans la fédération de Bosnie-et-Herzégovine. Il existe encore quelques tensions entre les communautés comme en témoignent les émeutes de la mosquée de Ferhadija à Banja Luka en 2001.
La politique et les actions du gouvernement de la république serbe de Bosnie s'orientent depuis quelques années vers l'acceptation et la mise en pratique des conditions imposées par Bruxelles pour l'entrée de la Bosnie-Herzégovine dans l'Union européenne. Parmi ces actions, on peut citer :
- des réformes financières engagées depuis des années devraient permettre un règlement des problèmes économiques (corruption, industrie détruite, etc). De plus, la république serbe de Bosnie a adopté en 1995 le mark convertible, la monnaie de la Bosnie-Herzégovine ;
- l'acceptation le 28 octobre 2004 du rapport du haut représentant international en Bosnie-Herzégovine sur le massacre de Srebrenica et établissant un nettoyage ethnique opéré par les forces serbes et ayant fait entre 7 000 et 8 000 morts, nettoyage ethnique dissimulé ensuite par la création de fosses communes ;
- des négociations commencées en novembre 2005 pour réviser les accords de Dayton.

Le 1er mars 2006, la Cour constitutionnelle de Bosnie-Herzégovine, au nom de l'égalité ethnique, a déclaré inconstitutionnels les armoiries et l'hymne de la république serbe de Bosnie car ils se réfèrent trop à la Serbie et aux Serbes au détriment des autres ethnies. En revanche le drapeau aux couleurs pan-slaves ( rouge, bleu, blanc) peut rester en vigueur. Le 1er septembre 2006 au plus tard, la république serbe de Bosnie devait modifier sa loi sur le drapeau, les armes et l'hymne. La république serbe de Bosnie pouvait aussi adopter les symboles de la république de Bosnie-Herzégovine si elle le souhaitait.
Le 27 janvier 2007, la Cour constitutionnelle a rappelé le caractère inconstitutionnel de la loi sur les drapeaux, armoiries et hymnes de la république serbe de Bosnie sans qu'aucun autre symbole n'ait été adopté par cette entité. L'hymne et les armes ont été par la suite modifiés.
Fin 2007, l'institut de sondage Partner qui est basé à Banja Luka a révélé que 77 % des Serbes de Bosnie étaient favorables à une sécession de la république serbe de Bosnie dans l'hypothèse où les Albanais du Kosovo se déclareraient indépendants de la Serbie.
Le mouvement nationaliste serbe connaît un regain d'activité depuis l'annonce du soutien de l'indépendance du Kosovo par l'Union européenne[Quoi ?] et les États-Unis. La possibilité d'une sécession unilatérale par mesure de réciprocité de la part de la république serbe de Bosnie se fait de plus en plus présente. Les accords de Dayton n'ayant apporté aucune solution réelle aux problèmes ethniques balkaniques, l'indépendance du Kosovo reviendrait à reconnaître dans les Balkans le droit des peuples à disposer d'eux-mêmes, donc à légitimer l'indépendance ou le rattachement à la Serbie de la république serbe de Bosnie[réf. nécessaire].
En février 2025, le parlement de la République serbe de Bosnie vote un texte interdisant la Cour d’État de Bosnie, le parquet d’Etat, la police centrale et le Haut Conseil judiciaire de Bosnie à exercer leur fonction sur le territoire de la République serbe de Bosnie. Ce vote fait suite à la condamnation de Milorad Dodik par la Cour d’État de Bosnie à 1 an de prison et 10 ans d'inéligibilité, pour son refus d'appliquer les décisions du Haut représentant international en Bosnie-Herzégovine, Christian Schmidt.

## Géographie

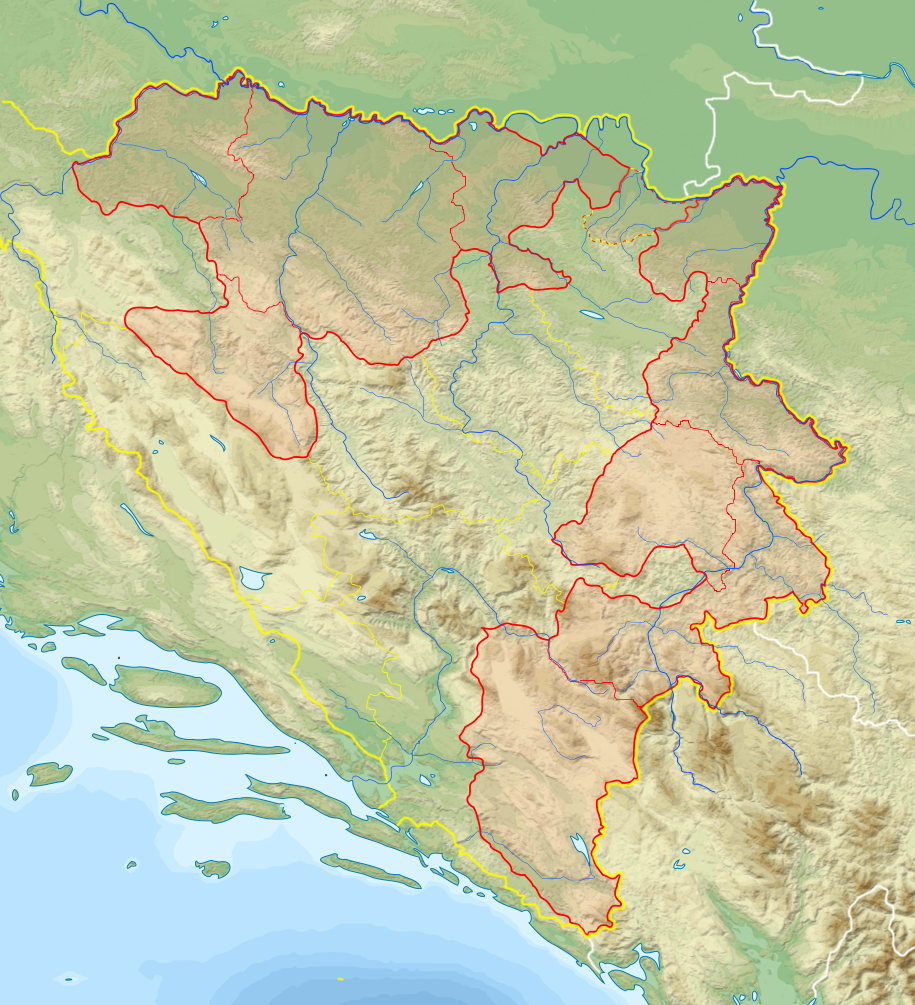
Limites de la République serbe (en rouge) à l'intérieur de la Bosnie-Herégovine (en jaune) ; les limites du district de Brčko sont en pointillés.

### Topographie
La république serbe de Bosnie, en forme de fer-à-cheval, occupe les parties nord et est de la Bosnie-Herzégovine et couvre 48,5 % de son territoire. Le district de Brčko au statut mixte coupe le territoire en deux parties et est source de tension entre la république serbe de Bosnie et la fédération de Bosnie-et-Herzégovine.
Située à mi-chemin de la plaine de Pannonie et de la mer Adriatique, la majeure partie du territoire est traversé par les alpes dinariques, interrompues par les vallées de la Bosna, de la Neretva, de la Drina, du Vrbas et de la Una. Toutefois, des plaines alluviales rendent le Nord propice à l'agriculture. Elle n'a pas d'accès à la mer. Le plus grand lac du pays, le lac de Bileća, est situé à l'extrême sud, près de Trebinje, contre la frontière avec le Monténégro.

### Transport
La ligne de chemin de fer reliant Zagreb à Sarajevo passe par Novi Grad (anciennement Bosanski Novi), Banja Luka et Doboj et est connectée au réseau de la plaine pannonienne à Doboj. La route européenne 661, qui relie Banja Luka à la frontière avec la Croatie au nord, se présente sous la forme d'une voie rapide, la seule de république serbe de Bosnie, sur quelques kilomètres entre Banja Luka et son aéroport au nord.
Brod (anciennement Bosanski Brod) est une ville portuaire située sur la Save et en face de la ville croate de Slavonski Brod (le terme croate brod signifie « bateau »).
Un seul des trois aéroports internationaux de Bosnie-Herzégovine se situe en République serbe. Il s'agit de l'aéroport mixte de Banja Luka, situé à Mahovljani, à 23 kilomètres au nord de la ville. Entre 1999 et 2003, la compagnie officielle de la république serbe de Bosnie, Air Srpska, a opéré des vols entre Banja Luka, Belgrade, Vienne (Autriche) et Zurich avec deux ATR 72 empruntés à Air Serbia. Elle a depuis cessé les opérations, à la suite du retrait d'Air Serbia du partenariat. Officiellement, la compagnie existe encore, mais il paraît improbable qu'elle reprenne les opérations commerciales un jour.
Le gouvernement de la république serbe de Bosnie a annoncé la création d'une nouvelle compagnie, Sky Srpska, peut-être à partir des avoirs d'Air Srpska. Les informations au sujet de ce nouveau projet sont éparses mais il serait envisageable de considérer que les destinations de la nouvelle compagnie seront celles autrefois desservies par Air Srpska et divers opérateurs régionaux.

### Frontières
La frontière nord est délimitée par la Una et la Save, affluent du Danube et principale voie navigable de la région. La frontière à l'Est est en partie formée par le cours de la Drina.
Le tracé des frontières, très découpé, a été fixé avec les accords de Dayton et correspond à la ligne de cessez-le-feu de 1995 avec des ajustements en fonction des groupes ethniques (surtout autour de Sarajevo et dans l'Ouest), ce qui explique les imbrications et les enclaves avec la fédération de Bosnie-et-Herzégovine. La frontière avec les pays voisins mesure 2 170 kilomètres et celle avec la fédération de Bosnie-et-Herzégovine mesure 1 080 kilomètres. Ce n'est pas réellement une frontière sachant qu'elle n'est pas contrôlée par la police, l'armée ou les douanes, il s'agit plus d'une limite administrative que les citoyens de Bosnie-Herzégovine peuvent traverser sans formalité.

### Divisions administratives

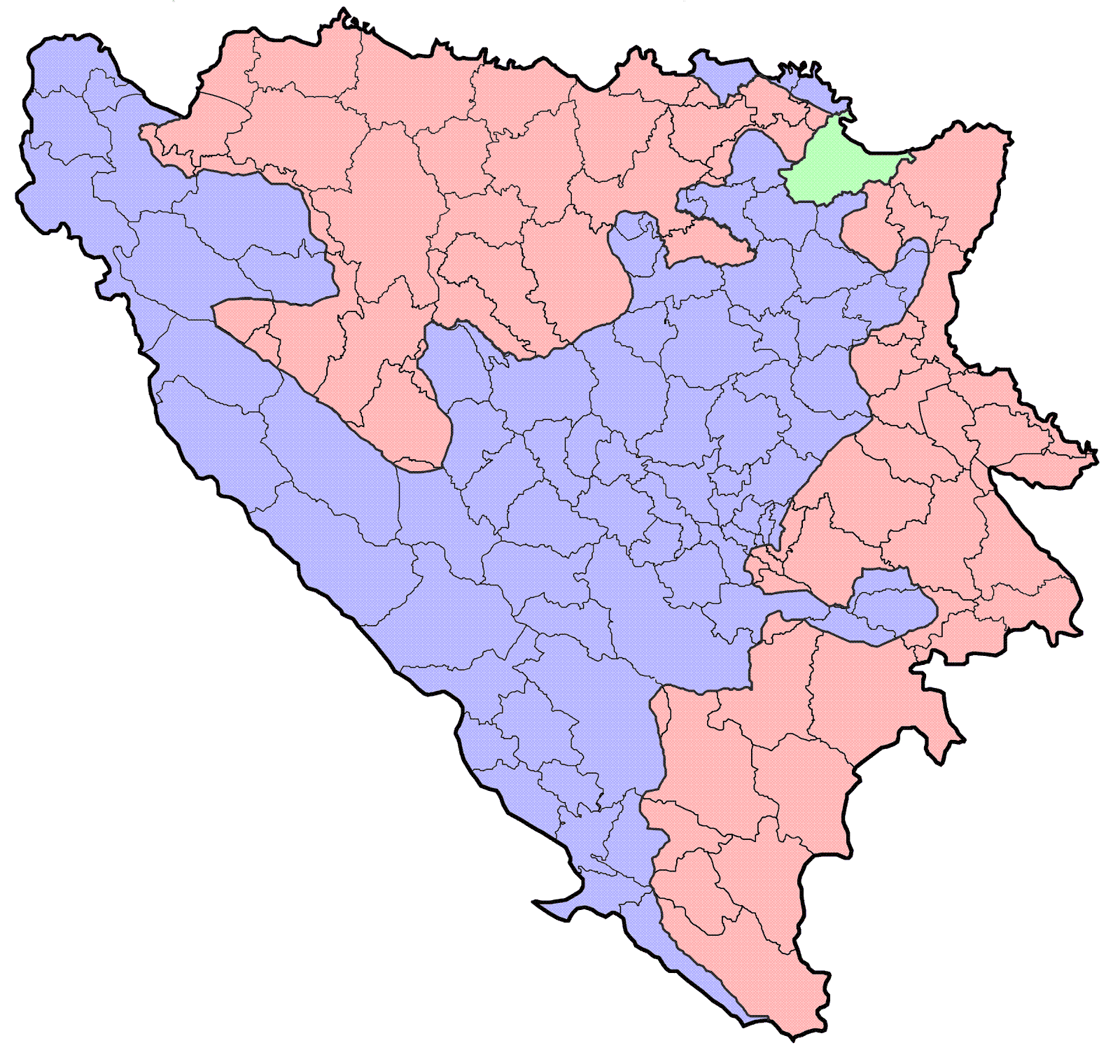
Carte des communes de :
République serbe de Bosnie
Fédération de Bosnie-et-Herzégovine
District de Brćko

Les régions et leurs centres administratifs.

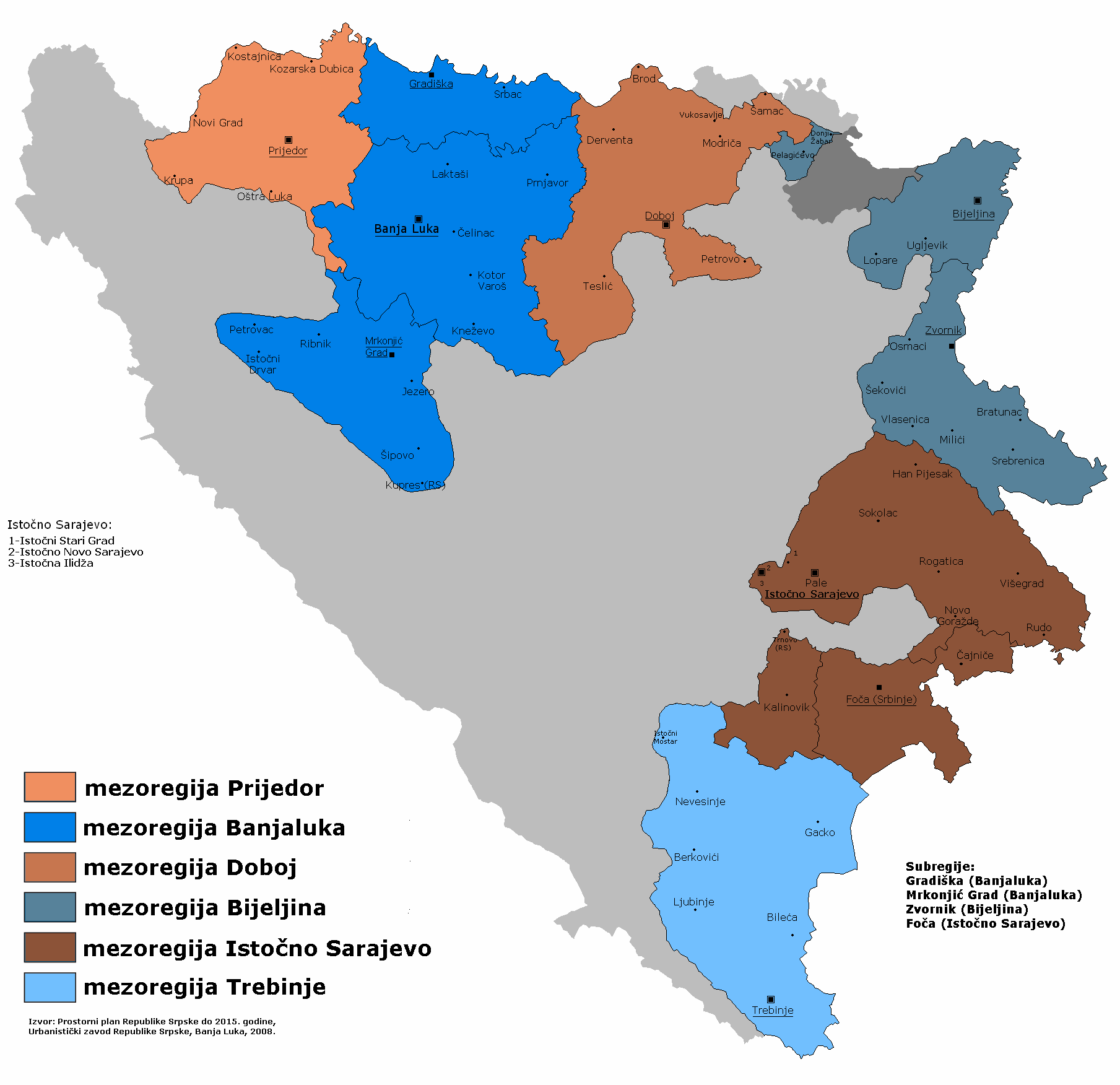
Régions et sous-régions du plan d’aménagement de la république serbe de Bosnie

La république serbe de Bosnie n'est subdivisée qu'en 63 municipalités depuis 1996. Auparavant, celles-ci étaient au nombre de 80. Cette différence s'explique par le fait qu'un redécoupage du territoire de la république serbe eut lieu après les accords de Dayton pour prendre en compte le changement de tracé de la frontière avec la fédération de Bosnie-et-Herzégovine, et entraîna la disparition de douze communes.
Il n'existe pas d'autre unité administrative. On rencontre parfois un découpage en sept régions mais il n'est ni officiel, ni officieux, au mieux statistique :
- partie nord (d'ouest en est) :
  - Région de Banja Luka (de) : Banja Luka, Gradiška, Kostajnica, Čelinac, Istočni Drvar, Jezero, Kneževo (Skender Vakuf), Kotor Varoš, Kozarska Dubica (Bosanska Dubica), Krupa na Uni, Kupres, Laktaši, Mrkonjić Grad, Novi Grad (Bosanski Novi), Oštra Luka, Petrovac, Prijedor, Prnjavor, Ribnik, Srbac, Šipovo, Teslić,
  - Région de Doboj (de) : Bosanski Brod, Bosanski Šamac, Derventa, Doboj, Donji Žabar (Srpsko Orašje), Modriča, Pelagićevo, Petrovo, Vukosavlje ;
- partie est (du nord au sud) : 
  - Région de Bijeljina (de) : Bijeljina (150.000), Lopare (16.568), Ugljevik (16.538),
  - Région de Vlasenica (de) (environ 80.000) : Bratunac, Milići, Osmaci, Srebrenica, Šekovići, Vlasenica, Zvornik,
  - Région d'Istočno Sarajevo (de) (Sarajévo Est) : Han Pijesak, Istočna Ilidža, Istočni Stari Grad, Istočno Novo Sarajevo (Srpsko Novo Sarajevo), Pale, Rogatica, Sokolac, Trnovo,
  - Région de Foča (de) : Čajniče, Foča (Srbinje), Kalinovik, Rudo, Ustiprača (Novo Goražde, Srpsko Goražd), Višegrad,
  - Région de Trebinje (de) : Berkovići, Bileća, Gacko, Istočni Mostar (Srpski Mostar), Ljubinje, Nevesinje, Trebinje.

Le district de Brčko est sous la juridiction conjointe de la fédération de Bosnie-et-Herzégovine et de la république serbe de Bosnie et sa gestion est directement du ressort du haut représentant international en Bosnie-Herzégovine.

## Démographie

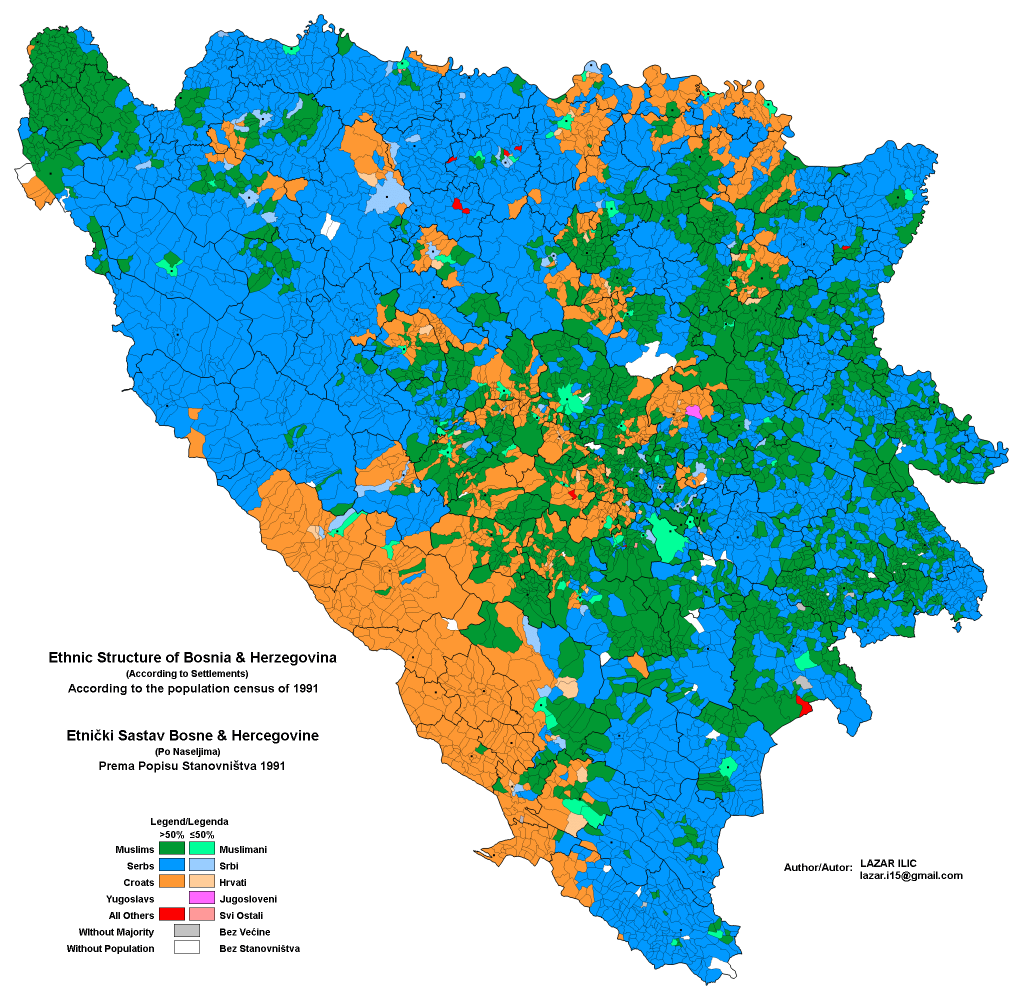
Carte ethnique de la Bosnie-Herzégovine en 1991.

La république serbe de Bosnie compte 1 228 423 habitants au recensement de 2013, soit 34,8 % de la population de la Bosnie-Herzégovine.
La population est principalement concentrée dans la plaine de Pannonie (jusqu'à 150 hab/km2) alors que les montagnes sont pratiquement vides (moins de 20 hab/km2).
Avec la guerre d'indépendance, la population serbe a émigré vers la république serbe de Bosnie et vers la Serbie tandis que les Bosniaques et les Croates gagnaient le reste de la Bosnie-Herzégovine et la Croatie. De fait, les proportions ethniques ont fortement varié et les chiffres publiés depuis 1991 sont parfois discutables. En 2005, les estimations faisaient état d'une population de 1 411 000 personnes dont 1 247 900 Serbes (88,4 %), 150 390 Bosniaques (10,7 %) et 12 710 Croates (0,9 %).
La majorité de la population est serbe. En 2001, la Cour Constitutionnelle a reconnu les Croates et les Bosniaques comme minorités ethniques de la république serbe de Bosnie. En 2013, suivant les résultats du recensement de la population en Bosnie, 81,51% des habitants de la république serbe de Bosnie se déclarent serbes, 13,99% se déclarent bosniaques, 2,41% se déclarent croates, tandis que 2,09% déclarent une autre nationalité ou ne déclarent pas de nationalité. Il existe aussi des minorités juives, tchèques, ukrainiennes, slovaques…
Les langues officielles sont le serbe, le bosnien et le croate bien que la constitution évite de nommer ces langues et parle des « langues des Serbes, des Bosniaques, et des Croates ». Les alphabets latin et cyrillique sont en vigueur.
La religion la plus représentée est l'orthodoxie, confession chrétienne, (église orthodoxe serbe) puis viennent l'islam, le catholicisme, et le judaïsme.
Banja Luka, dans l'Ouest, est le poumon économique, administratif, culturel et plus grande ville de la région.
Au recensement de 2013, les dix municipalités les plus peuplées de la république serbe de Bosnie sont :
- Banja Luka : 195 692 habitants en 1991 et 199 191 habitants en 2013 ;
- Bijeljina : 96 988 habitants en 1991 et 114 663 habitants en 2013 ;
- Prijedor : 112 543 habitants en 1991 et 97 588 habitants en 2013 ;
- Doboj : 102 549 habitants en 1991 et 77 223 habitants en 2013 ;
- Zvornik : 81 295 habitants en 1991 et 63 686 habitants en 2013 ;
- Gradiška (anciennement Bosanska Gradiška) : 59 974 habitants en 1991 et 56 727 habitants en 2013 ;
- Teslic : 59 854 habitants en 1991 et 41 904 habitants en 2013 ;
- Prnjavor : 47 055 habitants en 1991 et 38 399 habitants en 2013 ;
- Laktaši : 29 832 habitants en 1991 et 36 848 habitants en 2013 ;
- Trebinje : 30 996 habitants en 1991 et 31 433 habitants en 2013.

Le District de Brčko (93 028 habitants) n'est pas compté car la municipalité est un territoire autonome et neutre de Bosnie-Herzégovine, dont le chef-lieu est la ville de Brčko, et qui fait partie à la fois de la fédération de Bosnie-et-Herzégovine et de la république serbe de Bosnie.
Les bosniaques représentent 37 % de la population de Srebrenica et 48 % de la population d'Osmaci.

## Politique
La république serbe de Bosnie est souveraine sur son propre territoire. Elle possède son président, son Parlement, l'Assemblée nationale de la Republika Srpska ou Народна Скупштина Републике Српске / Narodna Skupština Republike Srpske, ainsi que son gouvernement, ses symboles (armoiries, son hymne, son drapeau) et ses services des postes (dont les timbres).
Mais en ce qui concerne la politique étrangère et la représentation dans les institutions, c'est la fédération de Bosnie-et-Herzégovine qui assure ces fonctions au nom de la Bosnie-Herzégovine, représentant ainsi les deux entités.
Sous les pressions étrangères, la république serbe de Bosnie a consenti en août 2005 à transférer son armée (Armée de la Republika Srpska ou Војска Републике Српске / Vojska Republike Srpske) et son commandement (Ministère de l'armée et de la Défense) à la Bosnie-Herzégovine pour le 1er janvier 2006 au plus tard. Ces conditions ont été exigées par l'OTAN pour l'établissement du Partenariat pour la Paix.
Toujours sous les pressions étrangères, la république serbe de Bosnie, en octobre 2005, a décidé de transférer sa police sur une période de cinq ans à la Bosnie-Herzégovine et de créer des zones où la police peut traverser la ligne frontière interentités avec la fédération de Bosnie-et-Herzégovine. Ces avancées furent exigées par l'Union européenne pour l'établissement d'un Accord d'association et de stabilisation.
Le 1er octobre 2006, des élections générales ont eu lieu en Bosnie-Herzégovine (élection de la présidence et du Parlement) et en république serbe de Bosnie (élection du président, du vice-président et du parlement).
Istočno Sarajevo, à l'est de Sarajevo, est la capitale officielle mais comme elle est adjacente à la fédération de Bosnie-et-Herzégovine, le gouvernement siège à Banja Luka qui est par conséquent la capitale de facto.

### Assemblée nationale
L'Assemblée nationale (Народна Скупштина Републике Српске / Narodna Skupština Republike Srpske) est le parlement monocaméral de la république serbe de Bosnie.

### Exécutif
Le Premier ministre est à la tête du gouvernement formé de seize ministères. Suivant les recommandations du Premier Ministre, l'Assemblée nationale choisit deux ministres parmi les députés des peuples constitutifs de la république serbe de Bosnie (Bosniaques, Croates et Serbes).
La loi impose des quotas concernant l'origine ethnique des ministres : huit doivent provenir de la population serbe, cinq de la bosniaque et trois de la croate. Le Premier ministre peut également choisir un ministre originaire d'une ethnie autre que les trois grandes constituant la nation.
Suivant la loi des Ministères adoptée en octobre 2002, les objectifs politiques de la république serbe de Bosnie sont définis par les ministères et par les unités et les organisations administratives.

### Unités administratives
Les unités administratives sont des structures au sein d'un ministère qui, par leur nature et leur fonctionnement, demandent de l'autonomie et une organisation particulière. Elles sont sous la responsabilité du ministère auquel elles appartiennent.
Liste des unités administratives et des ministères dont elles dépendent :
- administration des taxes (ministère des Finances) ;
- inspection des devises étrangères (ministère des Finances) ;
- unité administrative pour les douanes de la Republika Srpska (ministère des Finances) ;
- unité administrative pour les questions géodésiques et la propriété (gouvernement de la république serbe de Bosnie) ;
- unité pour la défense civile (ministère de l'Administration et du Gouvernement de la république serbe de Bosnie).

### Organisations administratives
Les organisations administratives ont été instituées pour s'occuper des affaires de certaines classes professionnelles et administratives (institutions, secrétariats, agences, centres, commissariats, fonds, etc). Les organisations administratives peuvent avoir les caractéristiques d'une personne morale.

## Économie
La monnaie de la république serbe de Bosnie est celle de la Bosnie-Herzégovine, soit le mark convertible.
La Bosnie-Herzégovine, et par conséquent la république serbe de Bosnie, a été reconnue par la Banque européenne pour la reconstruction et le développement (ou BERD) comme un pays qui a mené à terme les actions principales de ses réformes. La BERD souligne une croissance de 4 à 5 % par an, une faible inflation, des réformes fiscales, un équilibrage des budgets (malgré un déficit de 20 % du PIB environ). Mais il reste encore des efforts à accomplir : part trop importante du secteur public, corruption encore trop présente, réformes dans les domaines de l'administration publique et la justice nécessaires, niveau de vie encore trop faible, chômage élevé, complexité politique et manque de coopération avec le TPIY et avec l'OTAN pour le Partenariat pour la Paix.
En république serbe de Bosnie, les investissements étrangers ont doublé entre 2000 et 2003 où ils représentaient presque 5 % du PIB. En 2004, ces investissements ont atteint un niveau record, le montant dépassant la somme de tous les fonds déjà reçus les autres années. Des accords commerciaux ont été signés entre la mine de fer Ljubija Prijedor et la compagnie britannique LNM (un des leaders mondiaux de la production d'acier) et entre la mine de plomb et de zinc de Sase Srebrenica et la compagnie russe Južuralzoloto.
Depuis 2001, des réformes fiscales sont en cours. Elles ont permis de baisser les charges fiscales à 28,6 % (un des plus bas taux de la région). Le taux de 10 % sur les plus-values et l'impôt sur le revenu sont un des plus bas d'Europe et les investissements étrangers ne sont pas limités en fonds. L'augmentation du nombre de contribuables et des rentrées budgétaires ont créé un système fiscal stable nécessaire pour d'autres réformes sur les taxes et les droits de douane. L'introduction de la TVA en 2005 fut une des priorités des autorités.
Entre 1998 et 2003, le salaire moyen a augmenté de 280 à 660 marks convertibles (environ 340 euros).
Le premier vol de la compagnie aérienne Air Srpska a décollé le 29 janvier 1999 de Banja Luka pour Belgrade. Officiellement, elle existe toujours même si elle a cessé tout vol depuis 2003.

### Énergie
La république serbe et la Croatie ont trouvé un accord pour la construction d'un barrage hydroélectrique d'une valeur de 168 millions €. L’électricité produite sera répartie pour moitié entre la Croatie et l'entité serbe de Bosnie.

### Infrastructure
La république serbe et la Croatie ont trouvé un accord pour la construction d'un pont sur la Save.